# Jan Boon (kunstenaar 1882 - 1975)
Jan Boon (Nieuwer-Amstel, 2 december 1882 - Den Haag, 7 april 1975) was een Nederlands kunstenaar. Van 1894 tot 1899 was hij leerling van Philippe Zilcken, nadat deze hem op straat had zien tekenen.
In 1899 was hij korte tijd leerling van Jacob Maris. Nadat Maris direct al in 1899 overleed, kwam hij op het atelier van Cornelis Koppenol. Van 1898 tot 1903 bezocht hij bovendien de Academie in Den Haag. Daar had hij les van Koppenol, Frits Jansen en Van IJzeren. Na deze periode van studie werkte hij van 1906 tot 1908 drie jaar in Amsterdam, daartoe in staat gesteld door een kunstsubsidie, een jaargeld van Koningin Wilhelmina. Daarna vestigde hij zich in Rijswijk, waar hij vijf jaar woonde, om vervolgens in 1914 te verhuizen naar Amerongen. Van 1919 tot 1922 woonde hij in Blaricum, waarna hij enige jaren in Oostenrijk verbleef, in Traunkirchen aan de Traunsee. Na een verblijf in Brussel ging hij in 1930 in Bilthoven wonen, waar hij tot een paar jaar voor zijn overlijden zou blijven wonen. Jan Boon bleef tot op zeer hoge leeftijd werken. In de catalogus die verscheen bij de tentoonstelling die zijn 90e verjaardag markeerde wordt opgemerkt dat hij nog altijd actief is als kunstenaar. 
Met kunstenaars als Adriaan Roland Holst en J.C. Bloem behoorde hij tot de vriendenkring van de dichter Jan Greshoff, voor wie hij ten minste eenmaal, in 1927, een rijmprent illustreerde. In 1923 maakte hij een portret van Greshoff. Boon leerde Greshoff kennen in 1910, toen hij in Rijswijk woonde. De vriendschap met Greshoff zou volgens een krantenbericht ook de aanleiding geweest zijn voor zijn verblijf in Brussel, eind jaren twintig. Volgens G.H. 's Gravesande, die over Boon publiceerde in Halcyon, bezat Greshoff het nodige werk van Jan Boon, waaronder een schilderij en veel grafiek. Ook 's Gravesande vond het werk de moeite waard; hij kocht het schilderij van Greshoff toen deze dat in 1939 liet veilen. Tot de liefhebbers van het werk van Jan Boon behoorden ook P.T.A. Swillens, een kenner van de prentkunst die ook een boek over Boon schreef, en de kunstverzamelaar dr. A. Bredius. Van beide heren maakte Boon ook een portret. Al in 1910 schonk Bredius een collectie etsen van Boon aan het museum Boymans. 
Boon voorzag meerdere boeken van illustraties in de vorm van houtsneden, zoals een schoolboek met volkskundige verhalen uit de provincies Utrecht en Noord-Holland. Boon maakte (een onbekend aantal) etsen, van met name stadsgezichten en dieren. Een belangrijk leermeester op dit terrein was Philip Zilcken. Zelf gaf Boon op zijn beurt les aan onder anderen Hannie Tutein Nolthenius. De etsen van Boon werden aan het begin van de 20e eeuw, mogelijk vooral in de periode dat hij zelf in Amsterdam werkte, uitgegeven door F. Buffa en zonen. Vanaf begin jaren 30 tot in ieder geval 1960 maakte hij een groot aantal aquarellen van bloemen en planten, in opdracht van de in Utrecht gevestigde Amsterdamsche Superfosfaatfabriek, later bekend onder de naam Albatros. Reproducties van deze aquarellen dienden als illustraties voor uitgaven waarin de behandeling van planten in kamer en tuin werd uitgelegd. De boodschap was daarbij uiteraard alleen de uit deze fabriek afkomstige Asef-kunstmest te gebruiken. Boon had aan de fabriek een goede opdrachtgever. Zo werd bijvoorbeeld ook opname van kleurenillustraties in het bovengenoemde boek van P.T.A. Swillens mogelijk gemaakt door de 'welwillende medewerking' van de fabriek.

## Musea en tentoonstellingen
Veel werk van Boon bevindt zich in de depots van het Kunstmuseum Den Haag, waaraan het werk van de schilder is gelegateerd. Volgens een bericht in NRC Handelsblad bij zijn overlijden zou zelfs 'een volledige collectie van zijn grafisch werk' zich in dit museum bevinden. Werken van Boon bevinden zich binnen Nederland verder in ieder geval in de collecties van het Centraal Museum te Utrecht, het Museum Arnhem, in Museum MORE in Gorssel en het Kröller-Müller Museum. Volgens een krantenbericht uit 1958 bevond zich bovendien werk van Boon in het Prentenkabinet van het Rijksmuseum Amsterdam, in Museum Boijmans Van Beuningen, het Kupferstichkabinett Berlin en in het Kupferstichkabinett in Dresden. Het werk maakt doorgaans geen deel van de vaste opstelling in deze musea. Wel zijn enkele hoogleraarsportretten permanent te zien in het Utrechtse Academiegebouw.
Ook werden verschillende kleine en grotere tentoonstellingen aan Jan Boon gewijd, waaronder:
- Bij Kunsthandel Gerbrands te Utrecht, t/m 25 november 1919.
- Nogmaals bij Kunsthandel Gerbrands te Utrecht, oktober 1925.
- In de Kunstzalen d'Audretsch, Noordeinde 119, Den Haag, oktober-november 1925. Kinderportretten e.a.
- In de Koninklijke Kunstzaal Kleykamp, Oude Scheveningseweg 17, Den Haag, 13 december 1930 - 3 januari 1931.
- In de Nieuwe Muziekschool te Zeist, van 23 november t/m 7 december 1935.
- Bij Kunsthandel Ad. Donker, Rotterdam, t/m 18 mei 1937. Schilderijen en portrettekeningen.
- In de tentoonstellingszaal van het Internationaal Cultureel Centrum Vondelpark Amsterdam, omstreeks 1951.
- In de Utrechtse Kring, Brigittenstraat 4 te Utrecht, van 24 mei t/m 15 juni 1958.
- In het Museum Bredius in Den Haag, van 1 december 1972 t/m 14 januari 1973 , waarbij een beknopte catalogus verscheen.
- In het Gemeentemuseum Den Haag, van 31 januari t/m 28 mei 2000.